# Свалбард и Ян Майен
Свалбард и Ян Майен (на норвежки: Svalbard og Jan Mayen) e общото наименование на архипелага Шпицберген и остров Ян Майен. Териториите имат кодове съответно Alpha-2 SJ за Свалбард и Alpha-3 SJM за остров Ян Майен. Регистриран (но не използван) национален домейн от първо ниво е .sj
Свалбард и Ян Майен не са административно свързани. Шпицберген има специален статут, регулиран от съответния трактат, а Ян Майен е член на провинция Норлан. И двете територии са зависими от Кралство Норвегия.